# Pajzderski
Pajzderski (forma żeńska: Pajzderska; liczba mnoga: Pajzderscy) – polskie nazwisko. Według nowszych, internetowych danych nosi je 46 osób. Nazwisko pochodzi od słów pazur i jest najbardziej rozpowszechnione w środkowo-północno-zachodniej Polsce.

## Znane osoby noszące to nazwisko
- Aleksandra Pajzderska – polska fizyk;
- Helena Janina Pajzderska (1862–1927) – polska pisarka, poetka i tłumaczka;
- Kazimiera Pajzderska (1879–1959) – polska rzeźbiarka i malarka;
- Nikodem Pajzderski (1882–1940) – polski historyk sztuki;
- Sylwester Pajzderski (1876–1953) – polski architekt;
- Tomasz Pajzderski (1864–1908) – polski architekt.